# Sohonyai Edit
Sohonyai Edit (Székesfehérvár, 1970. szeptember 14. –) magyar író.

## Élete
A székesfehérvári Vorosilovgrád Lakótelepi Általános Iskolában (ma Vízivárosi Általános Iskola) kezdte meg iskolai tanulmányait. Később a Vántus Károly Mezőgazdasági Szakközépiskolába (ma Szent István Mezőgazdasági Szakközépiskola), állategészségőr szakra járt. Érettségi után egy irodában kezdett el dolgozni, ahol megszületett benne első regényének a gondolata. Később egészségüggyel, természetgyógyászattal kapcsolatos szaktanfolyamot végzett. Aztán Szegedi Tudományegyetem Juhász Gyula Tanárképző Főiskolai Karának (Veszprém) rekreáció–egészséges életmód–egészségnevelés szakát végezte el. 
Férje: Kovács Árpád festőművész. 2002-ben született első gyermeke, Ármin Balázs. Kislányának, Júlia Rózának 2011-ben adott az írónő életet.

## Munkássága
Első könyvét, a Macskakörmöt tizennyolc és fél évesen írta. Így ő a Móra Ferenc Könyvkiadó fennállásának egyetlen húsz év alatti ifjúsági szerzője. Azóta folyamatosan újabb és újabb történetek, regények segítségével kísérli meg ábrázolni a kamaszkor szépségeit és problémáit. Író-olvasó találkozóin humorral fűszerezve ad tanácsokat a kamaszoknak az őket foglalkoztató problémákkal kapcsolatban.
Tarkabab című regényéből filmnovella is készült, amelyből 2001-ben Pajor Dóra rendező tévéfilmet készített Csuportkép címmel.

## Regényei
- Macskaköröm (1990)
- Szerelemlék (1991)
- Tarkabab (1995)
- Le a csajokkal! Avagy kinek kell a szerelem… (2002)
- Jasmine avagy mégis kell a szerelem? (2003)
- Csuportkép (2003)
- Le a pasikkal! Avagy velem nem stimmel valami? (2004)
- Engem szeress! (2005)
- Mocsok csillag (2008)
- Kockacukor (2012)
- Szállj szabadon! (2016)
- Plázafoglyok (2019, társszerző)

## Díjai
- Fejér Megyei Príma Díj, 2008[2]